# الإعلام والاهتمام بجمع فتاوى شيخ الإسلام
الإعلام والاهتمام بجمع فتاوى شيخ الإسلام كتاب في الفقه جامع لفتاوى شيخ الإسلام زكريا الأنصاري (824-926هـ)، جمعها ابنه محب الدين أبو الفتوح محمد.
جاء في مقدمة الكتاب: